# Зідж

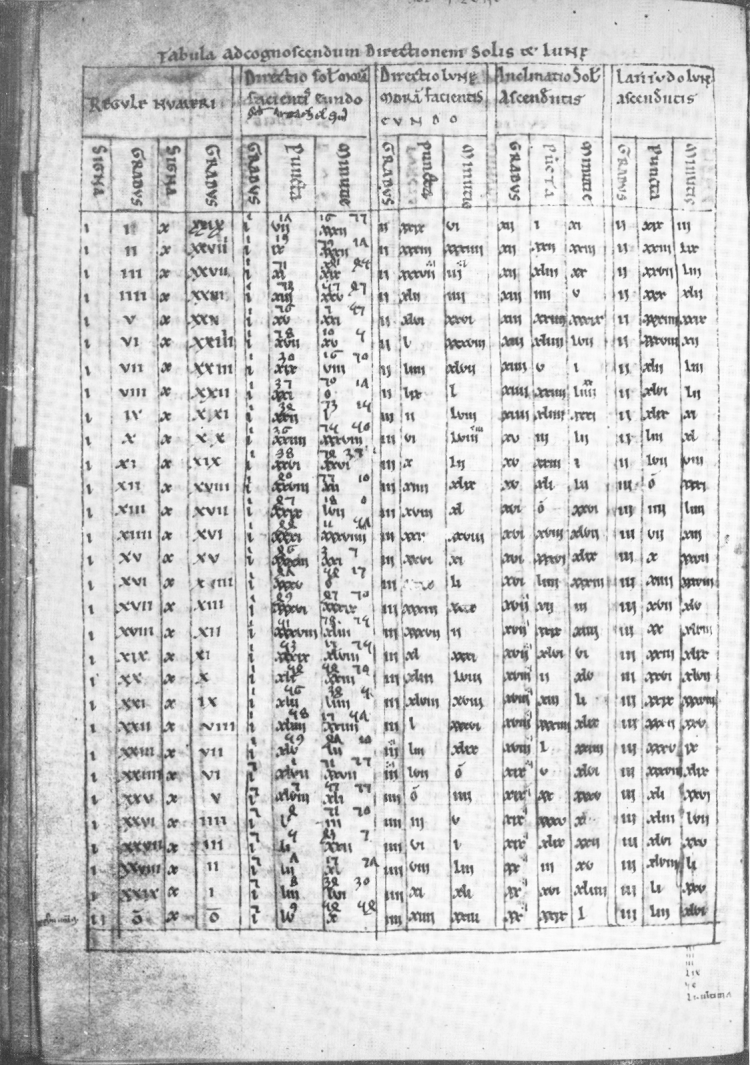
Астрономічні таблиці Аль-Хорезмі

Зідж (перс. زيج, трансліт. zīj) — ісламська астрономічна книга, яка містить ефемереди, або таблиці попередньо обчислених небесних координат Сонця, Місяця, планет та інших астрономічних об'єктів в певний час в певних георграфічних координатах.

## Етимологія
Назва зідж походить від середньоперського терміна зіг (zih або zīg), що означає шнур. Вважається, що цей термін стосується розташування ниток у ткацтві, яке було перенесено на розташування рядків і стовпців у табличних даних. На додаток до терміну зідж, деякі подібні астрономічні трактати називали назвою канун (qānūn), що походить від грецького слова κανών.

## Історія
Деякі з ранніх зіджей базували свої таблиці на даних з індійської планетарної теорії (відомої як Сіндхінд) і доісламських сасанідських перських моделей, але в подальшому більшість зіджей розраховували свої дані на основі геоцентричної моделі Птолемея. Кількість зіджів, які базувалась на власних розрахунках і оригінальних спостереженнях була не дуже велика і більшість з них лише робили свої перерахунки на даних з вже існуючих таблиць, щоб відобразити використання іншого календаря чи географічної довготи як основи для розрахунків. Оскільки більшість зіджів загалом дотримувалися попередньої теорії, їхній головний внесок відображав вдосконалення тригонометричних, обчислювальних і спостережних методів.

### Історично важливі зіджи
Зідж-і Малік Шахі Омара Хаяма оновлювався протягом сучасної епохи у різних мусульманських державах. відповідно до потреб цих країн, наприклад, спрощена версія Зідж-і Султані Імперією Великих Моголів. Зідж-і Султані, опублікований Улугбеком у 1438/1439 рр., використовувався як головний довідковий зідж в ісламських країнах в ранню сучасну епоху. 
Відомо понад 200 різних зіджів, створених ісламськими астрономами в період з VIII по XV століття. Найбільшими центрами створення зіджів були Багдад під час аббасидських халіфів у IX столітті, обсерваторія Мараге в XIII столітті, Самаркандська обсерваторія в XV столітті та Константинопольська обсерваторія Такі ад-Діна в XVI столітті. 
Ще близько 100 зіджей було складено в період між XVI і XVIII століттями в Індії. Одним із найвідоміших індійських зіджів був Зідж-і Мухаммад Шахі, складений у Джай Сінгху II з обсерваторій Джантар Мантар в Амбері. Відрізняється використанням телескопічних спостережень. Останнім відомим трактатом зідж був Зідж-і Бахадурхані, написаний у 1838 році індійським астрономом Гуламом Хусейном Джаунпурі (1760—1862) і надрукований у 1855 році, присвячений Бахадур-хану. Трактат включив геліоцентричну систему в традицію зіджів. 

### Перелік відомих зіджів
- Аз-Зідж ‛ала Сіні аль-‛Араб — Ібрагім аль-Фазарі (пом. 777) і Мухаммад аль-Фазарі (пом. 796/806)
- Аз-Зідж аль-Махлул мін ас-Сіндхінд лі-Дараджат Дараджа — Якуб ібн Марік (пом. 796)
- «Вишуканий зідж» — Джабір ібн Хаян (721–815)
- Зідж аль-Сіндхінд — Аль-Хорезмі (бл. 780—850)
- Аз-Зідж ас-Сабі — Мухаммад аль-Баттані (853—929)
- Зідж аль-Сафа'іх (Таблиці дисків астролябії) — Абу Джа'фар аль-Хазін (900—971)
- «Книга нерухомих зірок» (964) Абд аль-Рахман аль-Суфі (903–986)
- Кітаб аз-Зідж — Абу-ль-Вава (940–998)
- Зідж-аль-Кабір аль-Хакімі — Ібн Юнус (бл. 950—1009)
- Аз-Зідж аль-Джамі валь-Балі (Повні таблиці та повні таблиці) — Куш'яр ібн Лаббан (971—1029)
- «Канон Ма‘суда» (1036) Аль-Біруні (973–1048)
- Зідж-і Malik-Shāhī (Астрономічний довідник із таблицями для Малікшаха) (1079) — Омар Хаям (1048—1141)[6]
- Альманах Азаркіля (1088) — Абу Ісхак Ібрагім аз-Заркалі (Азаркіль) (1028—1087)
- Таблиці Толедо — на основі альманаха Абу Ісхака Ібрагіма аз-Заркалі (1028—1087)
- Аз-Зідж Ас-Санджарф (Синджаричні таблиці) — Абдурахман аль-Хазіні (fl. 1115—1130)
- Зідж-і Ільхані — Насир ад-Дін ат-Тусі (1201—1274)
- Аль-Зідж аль-джадід — Ібн аш-Шатир (1304—1375)[7]
- Хуейцзу Ліфа (мусульманська система календарної астрономії) — публікувався в Китаї кілька разів до початку XVIII століття,[8]
- Кагані-зідж — Джамшид аль-Каші (1380—1429)
- Зідж-і-Султані (1437) — Улугбек (1393—1449)
- Unbored Pearl (1579—1580) — Такі ад-Дін Мухаммад ібн Маруф (1526—1585)
- Зідж-і Мухаммад Шахі — Джай Сінгх II з Амбера (1688—1743)
- Зідж-і  Багадурхана (1838) — Гулам Хусейн Джаунпурі (1760—1862)

## Зміст зіджа
Зміст зіджів спочатку ґрунтувався на змісті Підручних таблиць (відомих арабською як al-Qānūn) Птолемея, Зідж-і-Шах, складених у Сасанідській Персії, та індійських сіддхант Аріабгати та Брамагупти. Мусульманські зіджі, однак, були більш обширними по тематиці і зазвичай включали матеріали з хронології, географічних широт і довгот, таблиць зірок, тригонометричних функцій, функцій у сферичній астрономії, рівняння часу, рух планет, обчислення затемнень, таблиці першої видимості нового місяця, астрономічні та/або астрологічні обчислення та інструкції для астрономічних обчислень з використанням епіциклічних геоцентричних моделей. Деякі зіджі виходять за рамки цього традиційного змісту, щоб пояснити або довести теорію або повідомити про спостереження, на основі яких були обчислені таблиці. Через релігійні конфлікти з астрологією, багато астрономів намагалися відокремитися від астрології, спеціально наголошуючи, щоб їхні зіджі не повинні використовуватися для астрологічних обчислень. Проте багато зіджів все-ж використовувалися в такий спосіб, наприклад, аль-Зідж аль-джадід Ібн аль-Шатіра.

### Приклад
Як приклад змісту типового зіджу можна розглянути Зідж-аль-Кабір аль-Хакімі (Великий зідж Хакіма) Абу-л-Хасана ібн Юнуса. У цьому зиджі 81 розділ:
1) Про ери; 2) Про довготи місцевостей; 3) Про середній та справжній час; 4) Про різні зиджи та їх помилки; 5) Про пізніші спостереження Сонця; 6) Про середній рух Сонця та рівняння Сонця; 7) Про переведення часу до місцевостей з іншою довготою; 8) Про місця апогіїв та вузлів орбіт Місяця та планет; 9) Про ефемериди Сонця, Місяця та планет; 10) Про синуси та їх таблиці; 11) Про нахилі екліптики; про тангенси та їх таблиці; 12) Про полуденну висоту Сонця усім широтах; 13) Про сходження знаків зодіаку на земному екваторі; 14) Різниця дня та ночі на різних широтах; 15) Про денну і нічну дугу, про рівний і нерівний годинник; 16) Про зорі та сутінки; 17) Визначення дванадцяти астрологічних будинків; 18) Про відстань сходу та висоту на нульовому азимуті; 19) Про вимір горизонтів; 20) Обчислення азимута за висотою та відмінюванням; 21–27) Обчислення широти місцевості, азимута та висоти Сонця; 28) Визначення азимута кіблів; 29) Визначення гороскопа у цій місцевості; 30) Визначення широти території з допомогою індійського кола; 31-37) Аналогічні завдання сферичної астрономії; 38–53) Визначення координат світил; 54) Визначення полюса екліптики; 55–56) Визначення відстаней Сонця та Місяця від центру Землі; 57–58) Додаткові завдання щодо визначення координат світил; 59) Обчислення з'єднань та протистоянь світил; 60–63) Про паралакс Сонця та Місяця; 64–75) Про діаметри Сонця та Місяця, тіні Землі та затемнення Сонця та Місяця; 76–79) Про видимість та невидимість зірок; 80–81) Про астрологічні операції дирекції та зміну років миру та народжень.